# Robert Hale Merriman
Robert Hale Merriman (Nevada, 1908 -  Corbera d'Ebro, 2 de abril de 1938) foi professor de Economia na Universidade da Califórnia. Ele uniu-se as forças  republicanas  na Espanha durante a Guerra Civil Espanhola e comandou o Batalhão de Abraham Lincoln das Brigadas Internacionais.

## Biografia
O filho de um lenhador, Merriman trabalhou em vários empregos a fim matricular-se na Universidade de Nevada. Para ganhar algum dinheiro extra ele participou do corpo de treinamento de Oficiais da Reserva ( ROTC ), onde recebeu treinamento militar básico.

## Carreira
Merriman mudou para a Espanha, juntamente com sua esposa no início de 1937 e se juntou às Brigadas Internacionais em seu campo de treinamento em Albacete. Como a maioria dos voluntários não tinham qualquer  treinamento militar, a experiência de Merriman no ROTC fez com que ele assumiu o treinamento dos 428 homem do  Batalhão Lincoln e, no final de janeiro, ele se tornou comandante do batalhão.
O Batalhão Lincoln partecipou da primeira ação na batalha de Jarama de 06 a 27 fevereiro, sendo um dos quatro batalhões que compunham a XV Brigada Internacional.Seu papel era o de impedir que as forças nacionalistas, alcançassem a estrada que conecta Madrid a Valencia. O batalhão sofreu baixas terríveis, especialmente no ataque do Pingarrón, que ficou conhecido como a Colina do Suicídio. Nesta batalha Merriman ficou gravemente ferido e foi transferido temporariamente para o Estado-Maior da XV Brigada.
O batalhão entrou a seguir em ação na Batalha de Brunete juntamente com o Batalhão britânico e um segundo batalhão americano (o Batalhão George Washington) eles formaram um regimento da XV Brigada Internacional. Dos 2.500 homens da XV que participaram da batalha, apenas 1.000 soldados não foram mortos ou feridos.

## Morte
Merriman liderou novamente o batalhão durante a Batalha de Teruel, em Aragão. Sob ataque pesado de tanques e aeronaves Nacionalistas, o batalhão foi forçado a recuar em direção a Catalunha. Em 2 de abril de 1938, em torno dos vinhedos de Corbera d'Ebro, perto da cidade de Gandesa, Merriman e seu lugar-tenente, Edgar James Cody, foram mortos em ação ou capturados e executados algumas horas mais tarde.